# Trichoncyboides
Trichoncyboides is een geslacht van spinnen uit de familie hangmatspinnen (Linyphiidae).

## Soorten
De volgende soorten zijn bij het geslacht ingedeeld:
- Trichoncyboides simoni (Lessert, 1904)